# Tiagabine
La tiagabine est un antiépileptique, inhibiteur de la recapture du GABA en agissant sur le transporteur GAT-1 (GABA transporter 1). Il est utilisé pour traiter les crises d'épilepsies. Il est commercialisé par Cephalon sous le nom Gabitril. Sa formule chimique est C20H25NO2S2. Il est utilisé hors AMM dans les troubles anxieux comme le trouble panique.
Ses effets indésirables, hors surdose, sont entre autres somnolence, vertige, confusion, difficulté à parler.
La contre-indication est : insuffisance hépatique grave.